# Stentjärnet (Södra Finnskoga socken, Värmland, 673860-132648)
Stentjärnet är en sjö i Torsby kommun i Värmland och ingår i Göta älvs huvudavrinningsområde. Sjön är 6,5 meter djup, har en yta på 0,065 kvadratkilometer och befinner sig 350,2 meter över havet.

## Delavrinningsområde
Stentjärnet ingår i det delavrinningsområde (673849-132963) som SMHI kallar för Utloppet av Letten. Medelhöjden är 422 meter över havet och ytan är 74,59 kvadratkilometer. Räknas de 10 avrinningsområdena uppströms in blir den ackumulerade arean 136,44 kvadratkilometer. Lettan som avvattnar avrinningsområdet har biflödesordning 2, vilket innebär att vattnet flödar genom totalt 2 vattendrag innan det når havet efter 467 kilometer. Avrinningsområdet består mestadels av skog (69 procent). Avrinningsområdet har 15,77 kvadratkilometer vattenytor vilket ger det en sjöprocent på 21,1 procent.